# Jerzy Stelmachów

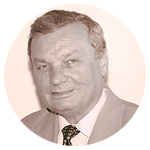
Jerzy Stelmachów

Jerzy Sergiusz Stelmachów (ur. 30 stycznia 1941, zm. 30 lipca 2018) – polski ginekolog, profesor zwyczajny, doktor habilitowany nauk medycznych. 

## Życiorys
W latach 1988-2011 Kierownik Katedry i Kliniki Położnictwa, Chorób Kobiecych i Ginekologii Onkologicznej II Wydziału Lekarskiego Warszawskiego Uniwersytetu Medycznego. 
Na Uczelni pełnił funkcje: Prodziekana (1996-1999), Dziekana II WL (1999-2005) i Prorektora (2005-2008).
W latach 1992-1996 Konsultant Wojewódzki dla województwa warszawskiego w dziedzinie położnictwa i ginekologii. 
W latach 2004-2008 Konsultant Wojewódzki w dziedzinie ginekologii onkologicznej na Mazowszu.
Od 2008 do sierpnia 2013 roku Konsultant Krajowy w dziedzinie ginekologii onkologicznej.
Redaktor Naczelny periodyku Current Gynecologic Oncology.
Miał żonę Ewę oraz dwójkę dzieci Piotra i Anię.

## Odznaczenia
Postanowieniem prezydenta Lecha Kaczyńskiego z 13 marca 2009 roku za wybitne zasługi w pracy naukowej, dydaktycznej i organizacyjnej w dziedzinie medycyny został odznaczony Krzyżem Kawalerskim Orderu Odrodzenia Polski.

## Publikacje
- Marek Cwojdziński, Tadeusz Pisarski, Tomasz Opala, Stefan Sajdak, Leszek Pawelczyk, Andrzej Mutrymowski, Marek Kulikowski, Maciej Wilczak, Marek Cwojdziński, Iwona Grzeszkowiak, Jerzy Stelmachów, Beata Śpiewankiewicz, Histeroskopia, W: Endoskopia w ginekologii i położnictwie. Podręcznik dla lekarzy i studentów. Pod red.: Tadeusza Pisarskiego. Poznań, 1997
- Stefan Sajdak, Jerzy Stelmachów, Beata Śpiewankiewicz, Rozrosty i rak endometrium, W: Histeroskopia. Pod red.: Stefana Sajdaka. Wrocław, 2000
- Jolanta Kupryjańczyk, T. Szymańska, Radosław Mądry, A. Timorek, Jerzy Stelmachów, G. Karpińska, A. Rembiszewska, Iwona Ziółkowska, Ewa Kraszewska, J. Dębniak, Janusz Emerich, M. Ułańska, Anna Płużańska, M. Jędryka, M. Goluda, A. Chudecka-Głaz, Izabela Rzepka-Górska, M. Klimek, Krzysztof Urbański, Jan Bręborowicz, J. Zieliński, Janina Markowska, Evaluation of clinical significance of TP53, BCL-2, BAX and MEKI expression in 229 ovarian carcinomas treated with platinum-based regimen, Br. J. Cancer 2003 Vol. 88 nr 6
- Jerzy Stelmachów, Beata Śpiewankiewicz, Stefan Sajdak, Resection of endometrium, W: Histeroskopia. Pod red.: Stefana Sajdaka. Wrocław, 2000
- J. Plisiecka-Hałasa, G. Karpińska, T. Szymańska, Iwona Ziółkowska, Radosław Mądry, A. Timorek, J. Dębniak, M. Ułańska, M. Jędryka, A. Chudecka-Głaz, M. Klimek, A. Rembiszewska, Ewa Kraszewska, B. Dybowski, Janina Markowska, Janusz Emerich, Anna Płużańska, M. Goluda, Izabela Rzepka-Górska, Krzysztof, Urbański, J. Zieliński, Jerzy Stelmachów, M. Chrabowska, Jolanta Kupryjańczyk, P21WAF1, P27KIP1, TP53 and C-MYC analysis in 204 ovarian carcinomas treated with platinum-based regimens, Ann. Oncol. 2003 Vol. 14 nr 7
- Jolanta Kupryjańczyk, T. Szymańska, Radosław Mądry, G. Karpińska, A. Rembiszewska, A. Timorek, Iwona Ziółkowska, Jerzy Stelmachów, J. Zieliński, Janina Markowska, TP53, MEK1, XIAP, BCL-2 and BAX as prognostic and predictive factors in ovarian carcinomas treated with platinum-based regimen, Cancer Detect. Prev. 2002
- Grzegorz H. Bręborowicz, Michał Szuber, Jana Skrzypczak, Jerzy Stelmachów, Jan Wilczyński, K. Kamiński, Ryszard Czajka, Effectiveness and safety of the oxytocin antagonist atosiban versus commonly used tocolytics, W: Medycyna perinatalna XXI wieku. III Kongres Polskiego Towarzystwa Medycyny Perinatalnej. Łódź, 26-28 IX 2002. Streszcz. Red.: Jan Wilczyński, Dorota Nowakowska, Lech Podciechowski. Poznań, 2002
- Jolanta Kupryjańczyk, T. Szymańska, Radosław Mądry, G. Karpińska, A. Rembiszewska, A. Timorek, Iwona Ziółkowska, Ewa Kraszewska, Jerzy Stelmachów, J. Zieliński, J. Dębniak, Janusz Emerich, M. Ułańska, Anna Płużańska, M. Jędryka, M. Goluda, A. Chudecka-Głaz, Izabela Rzepka-Górska, M. Klimek, A. Urbański, Janina Markowska, Clinical, pathological and molecular analysis - a retrospective multivariate analysis of 229 ovarian cancer patients treated with platinum-based regimen, Abstracts of the 13th International Meeting of the European Society of Gynaecological Oncology. Brussels, Belgium, April 6-10, 2003
- Grzegorz H. Bręborowicz, Anna Dera, Marek Billart, Piotr Włodarski, Jerzy Ziętek, Elżbieta Ronin Walknowska, Jerzy Sikora, Jerzy Stelmachów, Beata Śpiewankiewicz, Paweł Wypych, Jan Oleszczuk, Ocena wartości karbetocyny (Pabal) w profilaktyce krwotoków śród- i poporodowych - wstępne wyniki wieloośrodkowych badań klinicznych, Klin. Perinat. Ginek. 2007
- Janina Markowska, Mariusz Bidziński, Jerzy Stelmachów, Izabela Ziółkowska-Seta, Radosław Mądry, A. Timorek, A. Rembiszewska, Jolanta Kupryjańczyk, Profiles of ovarian cancer patients that benefit from taxane-platinum and platinum-based chemotherapy, ASCO Annual Meeting Proceedings. [43rd ASCO Annual Meeting, June 1-5, 2007, Chicago, Illinois, USA]
- Jolanta Kupryjańczyk, Radosław Mądry, J. Plisiecka-Hałasa, Julia Bar, Ewa Kraszewska, Iwona Ziółkowska, A. Timorek, Jerzy Stelmachów, Janusz Emerich, M. Jędryka, Anna Płużańska, Izabela Rzepka-Górska, Krzysztof Urbański, J. Zieliński, Janina Markowska, TP53 status determines clinical significance of ERBB2 expression in ovarian cancer, Br. J. Cancer 2004
- Jolanta Kupryjańczyk, Ewa Kraszewska, Izabela Ziółkowska-Seta, Radosław Mądry, Agnieszka Timorek, Janina Markowska, Jerzy Stelmachów, Mariusz Bidziński, TP53 status and taxane-platinum versus platinum-based therapy in ovarian cancer patients: a non-randomized retrospective study, BMC Cancer 2008